# Неницеску, Костин
Костин Д. Неницеску (рум. Costin D. Nenițescu; 15 июля 1902, Бухарест — 28 июля 1970, Буштени) — румынский учёный, химик-органик, профессор Политехнического университета Бухареста. Член Академии СР Румынии (1955), иностранный член АН СССР (1966), член-корреспондент Академии наук ГДР, член Германской академии естествоиспытателей «Леопольдина».

## Биография
После окончания в 1920 году Национального колледжа Георгий Лазарь, поступил в Швейцарскую высшую техническую школу Цюриха, затем в Мюнхенский университет Людвига-Максимилиана, где был одним из любимых учеников Ганса Фишера.
В 1926—1935 работал в Бухарестском университете, в 1935—1970 — профессор Бухарестского политехнического института и одновременно в 1949—1970 был директором Института органической химии.

## Научная деятельность
Основные исследования в области катализа органических реакций хлорида алюминия, химии алициклических и гетероциклических соединений, химии нефти и нефтехимического синтеза.
Проводил исследования реакции Фриделя—Крафтса, миграции галогена в циклах и цепочках, реакций, вызванных ионами карбония и другие.
Открыл полимеризацию этилена в полиэтилен под влиянием натрийорганических соединений. Разрабатывал теоретические вопросы органической химии.
Разработал промышленный способ получения сульфатиазола. Получил (в 1959) циклобутадиен и изучил его свойства, объяснил химию этого нестабильного вещества и выделение его димеры.
В 1925 нашёл способ получения индолов восстановлением 2-р-динитростиролов с одновременной циклизацией при обработке железными стружками в уксусной кислоте. Открыл (в 1929) реакцию циклоконденсации 1,4-бензохинонов с эфирами N-замещенных-аминокротоновых кислот.
Определил группу нафтеновых кислот в румынской нефти. Искал способы получения циклобутадиена. Автор более 200 научных работ. Издал несколько учебников по общей и органической химии.
 Научная деятельность Неницеску во многом способствовала развитию химической промышленности Румынии.

## Основные работы
- «Органическая химия» (в 2 томах; 1-е изд. — 1928; 6-е изд. 1965)
- «Общая химия» (1968).

## Комментарии
1. ↑  Специфический способ оценки персональных научных достижений химика — имя учёного присваивают химической реакции, которую он открыл или детально изучил. Из 755 реакций, перечисленных в справочнике «Именные реакции в органической химии»[2], три реакции носят имя Неницеску (восстановительного ацилирования циклоалкенов хлорангидридами кислот в присутствии хлористого алюминия, циклоконденсации 1,4-бензохинонов с эфирами N-монозамещённых β-аминокротоновых кислот в эфиры 5-оксиндол-3-карбоновых кислот при нагревании в ацетоне и получение индолов восстановлением 2,β-динитростиролов с одновременной циклизацией при обработке железными стружками в уксусной кислоте).